# Cârța (Sibiu)
Pour les articles homonymes, voir Cârța.
Cârța (Kerc en hongrois, Kerz en allemand et anciennement Cârța Săsească) est une commune du județ de Sibiu, en Transylvanie, en Roumanie.

## Histoire
La commune est constituée de deux villages, Cârța et Poienița.

## Démographie
Lors du recensement de 2011, 87,52 % de la population se déclarent roumains, 4,52 % comme allemands, 4,08 % comme roms (2,64 % ne déclarent pas d'appartenance ethnique et 1,21 % déclarent appartenir à une autre ethnie).

## Politique
| Parti | Parti                        | Sièges |
| ----- | ---------------------------- | ------ |
|       | Parti social-démocrate (PSD) | 7      |
|       | Parti national libéral (PNL) | 2      |

## Monuments
La commune est à la proximité du monastère de Cârța.